# Байгабылова, Махабат Токтогуловна
Махабат Токтогуловна Байгабылова (род. 5 декабря 1972, Пржевальск) — киргизская актриса.

## Биография
Родилась 5 декабря 1972 года в Караколе. Её дед Байгабыл известным комузистом.
В 1994—1996 годы училась в театральном училище при Киргизском государственном академическом театре драмы, затем окончила Киргизский государственный институт искусств имени Бюбюсары Бейшеналиевой.
С 2000 года одна из создателей театра Адеми, до 2004 года работала в этом театре режиссёром-постановщиком и артисткой.
C 2004 года актриса Киргизского ТЮЗа имени Бакен Кыдыкеевой.
В 2005 году сыграла роль прославленной киргизской балерины Бюбюсары Бейшеналиевой в драме Жаныша Кулмамбетова «Чингиз и Бюбюсара», в 2008 году снялась в этой же роли в одноимённом фильме.
В 2006 году участвовала в популярном республиканском телевизионном анимационном проекте для детей «Керемет кёч», в 260 сериях озвучивала две главные роли — Актана и Акылай; в последующие годы озвучивала роли матери Актана и Ослика.

## Личная жизнь
В 1996 году вышла замуж за драматурга и режиссёра Жаныша Кулмамбетова. Их брак распался в 2001 году.
Имеет двух дочерей.

## Творчество

### Театральные роли
- Марго — «Волчица» (Дж. Верга)
- Бюбюсара Бейшеналиева — «Чингиз и Бюбюсара» (Ж. Кулмамбетов)
- Русская девушка — «Талант и судьба» (Ж. Кулмамбетов)
- Красная шапочка — «Красная шапочка» (по Ш.Перро)

### Анимационные роли
- Актан, Акылай, Мама Актана, Ослик — «Керемет кёч»

### Кинороли
- 2007 — «Возвращение блудной дочери» — Мать Розы
- 2007 — «Дотянуться до звёзд» — Старшая сестра
- 2007 — «Я верю в тебя» («Мен сага ишенем») — Айым
- 2007 — «Кровавая любовь-2» («Кандуу сүйүү — 2») — Врач
- 2008 — «Чингиз и Бюбюсара» («Чыңгыз менен Бүбүсайра») — Бюбюсара

## Награды
- республиканская премия имени Даркуль Куюковой (2006) — за роль Бюбюсары Бейшеналиевой в драме Жаныша Кулмамбетова «Чингиз и Бюбюсара».